# Mario Míguez
Mario Míguez (Madrid, 1962-2017) fue un poeta, pintor y traductor español de la promoción llamada Postnovísimos (1980).

## Biografía
Hijo de familia numerosa, estudió diversas carreras de humanidades en la Universidad Complutense de Madrid: Filología Hispánica, Filología Alemana, Psicología y Filosofía. En la universidad conoce al también poeta Leopoldo Alas. Se dio a conocer en la Antología de poesía joven de Vicente Molina Foix (1982):

... Siento el pequeño orgullo de haber dado a conocer los primeros poemas de Leopoldo en una antología de cinco jóvenes inéditos, nacidos todos en el año 1962, que seleccioné y publiqué en 1982 en la revista Poesía, a instancias de su director, el no hace mucho desaparecido Gonzalo Armero. Acompañado de dos de sus mejores amigos de entonces, los también magníficos poetas Luis Cremades y Mario Míguez.
Vicente Molina Foix

Hizo amistad con Francisco Brines, Alfonso Emilio Pérez Sánchez, Gastón Baquero, Darío Villalba, el filósofo Fernando Savater, quien le dedica su libro El contenido de la felicidad, y del poeta Ángel Luis Vigaray, a quien prologa su libro Grama .
Fue miembro del consejo de redacción de la Revista de Literatura y la editorial Signos de Madrid. También mantuvo actividad como articulista en medios como El País (La teología de Urs Von Balthasar, Ensayos y retratos de un Ciorane intimo) o la revista especializada en cine Nosferatu, donde participa en un monográfico sobre uno de sus directores predilectos, Carl Theodor Dreyer. Políglota, hizo además traducciones de José Bento, Rainer Maria Rilke y Los sonetos de la muerte de Jean de Sponde, destacando su traducción de El entierro del Señor de Orgaz del poeta luso José Bento.
Fue miembro del jurado del Premio Nacional de Literatura, sección Poesía,  convocado por el Ministerio de Cultura de España en el año 1990, tras ser designado por el ministro Jorge Semprún.
Publicó también unos pocos pero intensos libros de poesía, que usan como cauce preferente el endecasílabo blanco. Como pintor dejó unos cien óleos y pasteles terminados. 
Editaba su poesía muy esporádicamente en Pre-Textos.
Al final de su vida se dedica a acompañar a enfermos terminales, siendo agente pastoral de la Unidad de Cuidados Paliativos del Hospital San Rafael de Madrid, desde 2013 hasta su fallecimiento.  
En 2014 coescribió junto a Nacho Uriel el cortometraje Nunca sabes quien es, que protagoniza la joven actriz Dafne Keen.
Mario Míguez falleció en Madrid el 13 de diciembre de 2017, tras una rápida enfermedad. Dejó su legado literario en manos del poeta pontevedrés José Cereijo.
Su obra debe mucho a dos fuentes principales: la Antigüedad Clásica y la escuela ascética española. Entre los escritores que más le influenciaron se encuentran Sófocles, Virgilio, Santa Teresa de Jesús, San Juan de la Cruz y Tomás Moro. El misticismo, la enfermedad, la muerte, la esperanza y una idea metafísica del amor se encuentran entre sus temas principales.
De él, en su artículo "Compañía", el escritor Fernando Savater publicó en el diario El País del 30 de agosto de 2018:

... Sobre todo, he convivido con Difícil es el alba (Renacimiento), la antología poética de Mario Míguez, aquel joven amigo desaparecido demasiado pronto al que tanto quise y del que tanto aprendí. Su voz me parece merecer el mismo homenaje que alguien dedicó a la de un gran actor inglés: un clarín envuelto en terciopelo. Capaz de condensar todo lo pendiente en siete palabras: “Traicionado el amor, ya todo es nada”. ¡Qué grande sería nuestro abandono sin la compañía de los poetas! ¡Y qué pocos poetas hay, aunque tantos hagan versos!.
Fernando Savater

Sobre el libro La cabeza de Tomas Moro y otros poetas católicos, el escritor y también poeta Enrique García-Maiquez publicó una crítica el 2 de octubre de 2018 en Nueva Revista de Política, Cultura y Arte:

... José Mateos, bromea un tanto con el admirado poeta a cuenta de la provocación que supone haber titulado su último poemario con ese “y otros poemas católicos”, aunque poner por delante la cabeza misma decapitada de Tomás Moro ya bastaba. Creo que el título no es una provocación, sino el último pudor de ese gran pudoroso que fue Míguez. Está bajando la voz, en realidad. Porque una vez leídos, más que poemas católicos, que lo son, son místicos, en el sentido más elevado de la palabra. Transmiten una experiencia religiosa unitiva, y permiten que el lector la atisbe. Eso sí que es una provocación.
José Mateos, Prologo del libro

En el prólogo del libro "Casi es noche", el poeta Vicente Gallego dice:

... Gracias, hermano, por el honor que me haces. Pero qué voy yo a decirle al lector de tus poemas que ellos no le hayan susurrado, y precisamente allí donde todas nuestras pobres palabras apuntan al silencio. << Al oído de amor sobran palabras>>, escribiste y, sin embargo, es amor quien nos regala cada una de las tuyas, compañero:

Pero he fortalecido ya mi centro,

el núcleo al que otro espacio aún más fuerte

no logrará cambiar. Hay amor dentro

de mí: ya el alma ¿qué podrá dañarla?

Porque amo, puede ya sólo la muerte

guiarla por su espacio, no apresarla..

Vicente Gallego

En el prólogo de "Versos aparte", Jose Cereijo cita:

... Eso es lo que vamos a encontrar debajo, o detrás, de cada uno de los poemas que siguen: el enunciado gnómico, sapiencial, no es en ningún caso formulación apodíctica, muestra de presunta superioridad intelectual o moral por parte de quien nos habla, sino emoción y vida destilados hasta la transparencia.

¿Duda?
Nos jugamos la vida a una pregunta.

Dudar es perder tiempo: ponte ahora

del lado luminoso de la duda.

Afírmate afirmando, no negando.

Un <<no>> corta el camino y nos anula.

Un <<sí>> encierra promesas, guarda vida.

Di el <<sí>> que crea siempre y siempre ayuda.

José Cereijo

## Obras
- 23 poemas (Ed. Pre-Textos,1998)
- Pasos (Ed. Pre-Textos, 2006)
- El cazador (Ed. Pre-Textos, 2008)
- Ya nada más (Libros Canto y Cuento, Cádiz, 2017)
- Difícil es el alba (Ed. Renacimiento, 2018)
- La cabeza de Tomás Moro y otros poemas católicos, (Ed. Renacimiento, 2018)
- Casi es noche, (Ed. Pre-Textos, 2019)
- Versos aparte, (Ed. Polibea, 2019)